# Lutterlandbruch
Lutterlandbruch este o arie protejată (sit de importanță comunitară — SCI) din Germania întinsă pe o suprafață de 83,73 ha, integral pe uscat.

## Localizare
Centrul sitului Lutterlandbruch este situat la coordonatele 52°17′08″N 10°50′20″E / 52.2856°N 10.8389°E.

## Înființare
Situl Lutterlandbruch a fost declarat sit de importanță comunitară în februarie 2006 pentru a proteja 1 specie de animale.

## Biodiversitate
Situată în ecoregiunea atlantică, aria protejată conține 1 habitat natural: Liziere de ierburi înalte hidrofile de câmpie și de nivel montan până la alpin.
La baza desemnării sitului se află o specie protejată de  nevertebrate: Vertigo angustior.